# Jako (przedsiębiorstwo)
Jako AG – niemiecki producent odzieży sportowej z siedzibą w Mulfingen, drugi pod względem wielkości producent sprzętu sportowego w Niemczech.

## Historia
Przedsiębiorstwo zostało założone 1 listopada 1989 w Stachenhausen przez Rüdigera Sprügla. Celem firmy było wyposażenie wszystkich klubów piłkarskich pomiędzy rzekami Jagst i Kocher, od których pochodzi jej nazwa. Na pomysł utworzenia własnej marki Sprügel – który sam pracował w sklepie sportowym – wpadał ponieważ zauważył długie terminy dostaw większych marek. W pierwszych latach istnienia producent zaopatrywał w odzież sportową głównie drużyny młodzieżowe. Na początku lat 90., kiedy główni producenci artykułów sportowych – Adidas i Nike – skoncentrowały się na kilku czołowych zespołach, Jako zaczęło zaopatrywać ekipy 1. oraz 2. Bundesligi. Z czasem zaczęło również wyposażać drużyny Bundesligi koszykówki.
Dalszy rozwój Jako związany był z rozpoczęciem działalności sponsorskiej oraz pojawianiu się w nazwach obiektów sportowych (np. Jako-Arena w Bambergu). Od 1996 r. produkty spółki dostępne są także w Austrii i Szwajcarii, od 1998 r. we Francji, w krajach Beneluksu i w Skandynawii, zaś od 2004 r. w Stanach Zjednoczonych. W 2006 r. przedsiębiorstwo wkroczyło na rynek azjatycki.

## Drużyny grające w strojach Jako

### Reprezentacje narodowe
- Jordania
- Macedonia Północna
- Mołdawia

### Drużyny klubowe

#### Belgia
- Royal Antwerp FC

#### Niemcy
- VfB Stuttgart
- Energie Cottbus
- Würzburger Kickers
- Preußen Münster
- Rot-Weiss Essen
- SC Brühl

#### Polska[1]
- Leśnik Margonin
- Nielba Wągrowiec
- Odra Opole
- Pogoń Prudnik
- Pogoń Świebodzin
- Polonia Łaziska Górne
- 1KS Ślęza Wrocław
- Zatoka Braniewo
- Górnik Polkowice
- Granica Kętrzyn
- GKS Mamry Giżycko
- Stal Rzeszów
- Warta Gorzów
- Unia Skierniewice
- Błękitni Stargard